# Ceylalictus variegatus
Ceylalictus variegatus är en biart som först beskrevs av Olivier 1789.  Ceylalictus variegatus ingår i släktet Ceylalictus och familjen vägbin. Inga underarter finns listade i Catalogue of Life.

## Bildgalleri

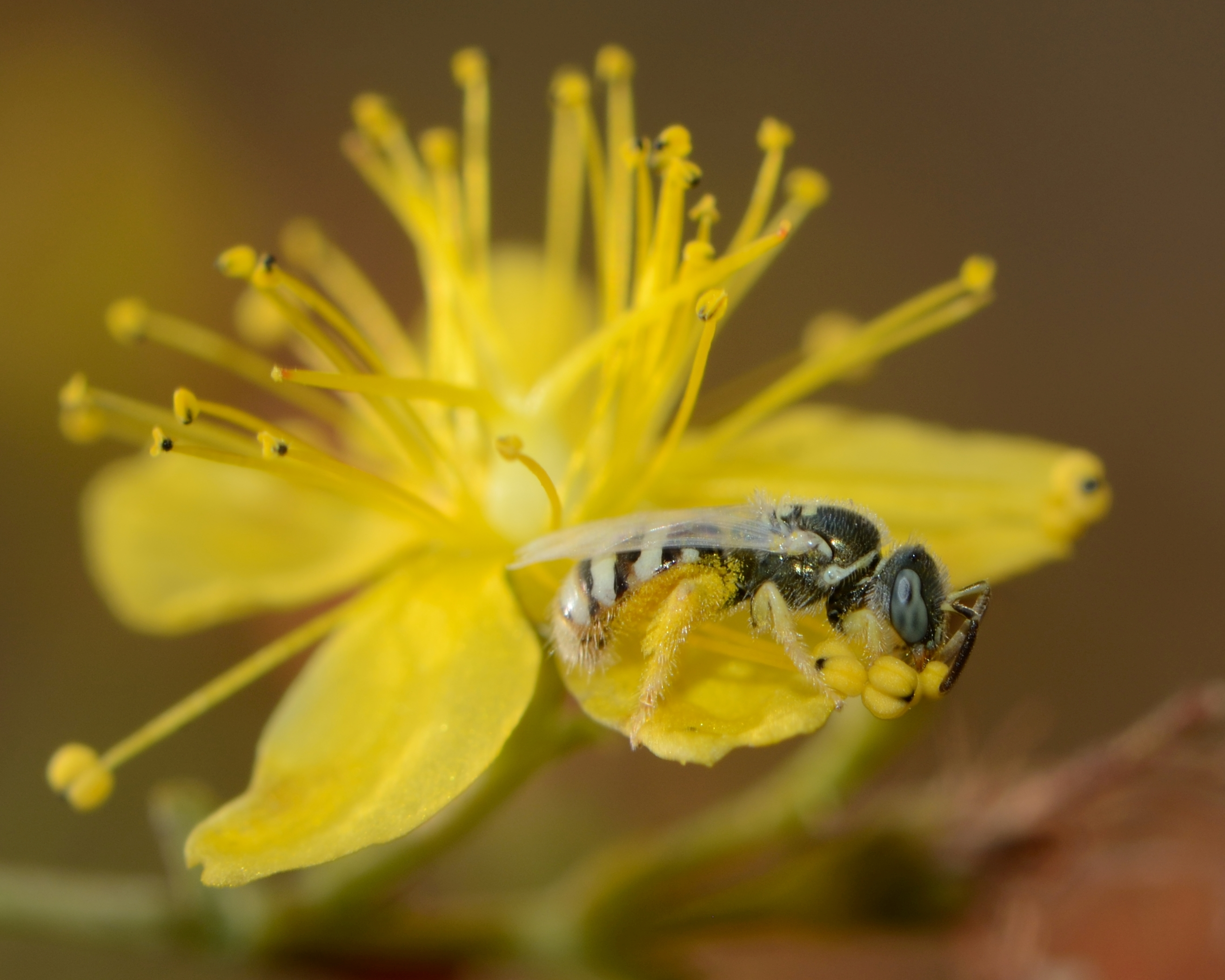